# Служба общей разведки и безопасности Нидерландов

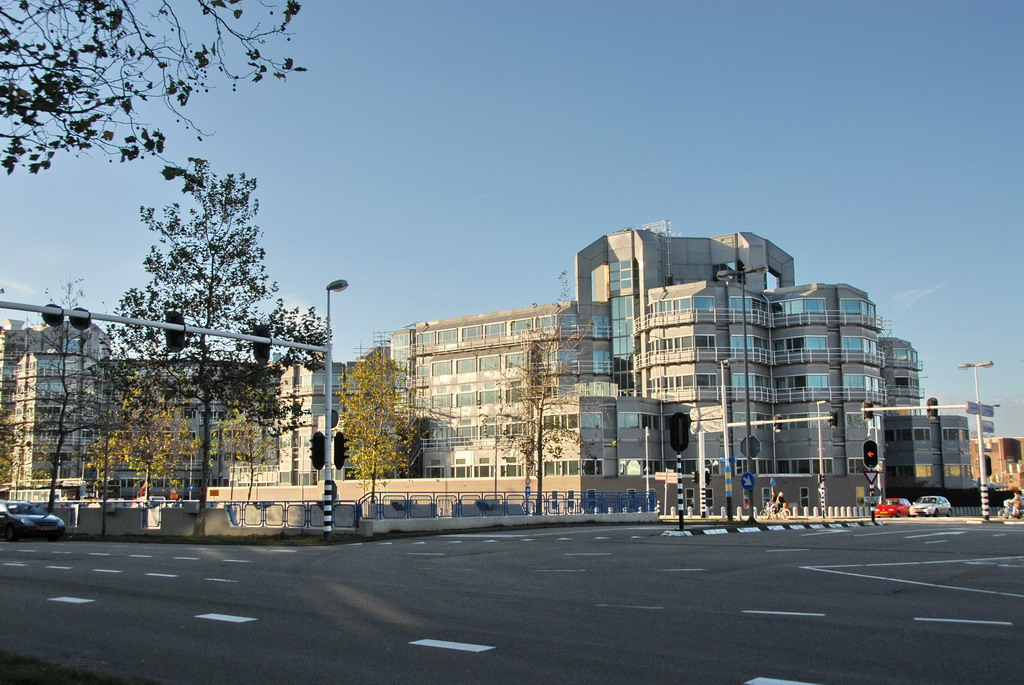
Штаб-квартира Службы общей разведки и безопасности Нидерландов в Зутермере

Служба общей разведки и безопасности Нидерландов, или Генеральная служба разведки и безопасности (нидерл. Algemene Inlichtingen- en Veiligheidsdienst, AIVD), — нидерландская специальная служба, занимающаяся внутренней, внешней и радиоэлектронной разведками, а также защитой национальной безопасности.

## История
Годом появления первой современной разведывательной службы в Нидерландах считается 1914 год, когда была основана третья секция Генерального штаба (GS III) с целью сбора необходимой информации в области безопасности вооружённых сил. Позже её задачи были переданы в Службу военной разведки. До начала Второй мировой войны также была основана Центральная разведывательная служба, которая фокусировалась на внутренней безопасности и слежкой за крайне левыми политическими движениями (была распущена во время немецкого вторжения).
После освобождения Нидерландов появились Служба внутренней безопасности (СВБ) и Служба внешней разведки (СВР). В 1994 году СВР была распущена в ходе внутреннего конфликта, и её задачи перешли в СВБ, которая стала объединённой службой разведки и безопасности, окончательное формирование единой организации произошло 29 мая 2002 года. Новая служба стала подотчётна Министерству внутренних дел Нидерландов.
Девиз Генеральной службы — «против течения», сформировавшийся ещё в 1949 году, благодаря нидерландскому разведчику Луи Эйнтховену, словосочетание заимствовано из поговорки «живая рыба плывёт всегда против течения, а дохлая — по течению».
В очередную годовщину службы в Городском музее Зутермера прошла выставка под названием «AIVD. Открыты там, где это возможно. Закрыты там, где это необходимо».
В 2018 году в референдуме по поводу принятия закона, значительно расширяющего возможности спецслужб, поучаствовало 6,7 миллионов нидерландцев (явка — 51,54 %). Новый закон должен был дать спецслужбам возможности в массовом порядке перехватывать онлайн-коммуникацию, в том числе и граждан, не находящихся под подозрением, хранить полученные данные в течение трёх лет и передавать их иностранным коллегам без предварительного самостоятельного анализа. Против проголосовало 49,44 % избирателей, за — 46,53 %. В итоге Марк Рютте пообещал, что закон будет пересмотрен.
В 2021 году вышла серия подкастов, в которой объясняется реальными сотрудниками спецслужбы, как они расследуют террористическую угрозу на основе вымышленного дела.

## Обязанности
У Генеральной службы разведки и безопасности сформировано шесть основных задач, изложенных во втором пункте восьмой статьи Закона о службах безопасности (на 2017 год):
- расследование деятельности организаций и отдельных лиц, представляющих угрозу государству;
- проверка конкретного человека или организации по просьбе заявителя на предмет угрозы национальной безопасности;
- проведение расследований по вопросам национальной безопасности для кандидатов на доверительные должности;
- содействие мерам по защите интересов государства;
- получение разведывательных сведений из-за рубежа;
- подготовка анализа угроз.

Области, в которых работает AIVD:
- угрозы терроризма, радикализма и исламского фундаментализма;
- левый экстремизм и правый экстремизм;
- иностранное вмешательство во внутренние дела Нидерландов;
- предотвращение распространения оружия массового уничтожения;
- страновые исследования в качестве внешней разведки.

Согласно годовому отчёту AIVD за 2014 год, служба в основном занималась следующими вопросами:
- нарастание беспорядков и нестабильности в Северной Африке и на Ближнем Востоке, в том числе подъём ИГИЛ;
- действия Российской Федерации в отношении Украины;
- угрозы, исходящие от джихадистских группировок;
- кибератака и кибершпионаж, направленные на правительственные организации и компании Нидерландов.

По состоянию на 2022 год приоритеты остались почти в тех же рамках.
Классическим направлением внимания AIVD является политический экстремизм. В данной области служба установила, что количество вовлечённых лиц в экстремизм больше слева, чем справа.

### Громкие дела
- В январе 2018 года нидерландские спецслужбы смогли вторгнуться в российскую хакерскую группу Cozy Bear. Они объявили о её контроле российскими спецслужбами (ФСБ и СВР) и заметили их проникновение в сеть Госдепартамента США, об этом нидерландцы сообщили своим коллегам в США[10];
- 4 октября 2018 года Минобороны Нидерландов объявило о высылке четырёх россиян, которых заподозрили в попытках взломать серверы Организации по запрещению химического оружия. У россиян был обнаружен мощный ноутбук, в нём содержались доказательства того, что спецслужбы России, помимо прочего, пытались совершить кибератаку на Всемирное антидопинговое агентство[11];
- В сентябре 2019 года стало известно, что AIVD сыграла решающую роль в диверсионной операции против ядерной программы Ирана. Нидерландскому агенту удалось проникнуть на ядерный комплекс в Нетензе, где он распространил вирус Stuxnet, что нанесло крупный удар по иранской ядерной программе[12];
- В декабре 2020 года AIVD пресекло деятельность российского экономического шпионажа. Два российских разведчика из СВР, работая аккредитованными дипломатами в российском посольстве, занимались шпионажем в области техники и науки, их интересы были сосредоточены на информации об искусственном интеллекте и нанотехнологиях. После обнародования разведчики были объявлены персонами нон грата[13];
- В ноябре 2022 года, благодаря прослушке нидерландских спецслужб, стало известно, что Рене ван дер Линден, член нидерландской партии «Христианско-демократический призыв» и бывший председатель первой палаты Генеральных штатов, был замешан в связях с российскими властями, финансировался ими и пытался противодействовать вводу санкций ЕС против России[14].

## Структура

### Руководство
| Длительность полномочий | Генеральный директор |
| ----------------------- | -------------------- |
| 2002—2007               | Сибранд ван Хюлст    |
| 2007—2011               | Жерар Бауман         |
| 2011—2018               | Роб Бертоле          |
| 2018—2020               | Дик Схоф             |
| с 2020                  | Эрик Акербом         |

### Отделы
На сегодняшний день Служба общей разведки и безопасности Нидерландов, помимо центрального аппарата, включает в себя четыре отдела:
- Разведывательное управление, которое проводит расследования, предоставляет информацию и мобилизует третьи стороны для защиты демократического правопорядка и национальной безопасности для активного снижения рисков и содействия выработке внешней политики. Состоит из различных географических и тематических подразделений;
- Оперативное управление, осуществляющее оперативную деятельность по поддержке расследований от имени Разведывательного управления. В ведении этого управления находятся:
  - Национальное агентство безопасности связи, которое способствует защите важной правительственной информации;
  - Научное киберподразделение, работает в области разведки сигналов и киберактивности, использует перехваченные сигналы из каналов связи и станций радиоэлектронной борьбы, расследуя угрозы для страны и её вооружённых сил. В подразделении также работают специалисты по кибербезопасности.
- Директорат по деловому администрированию;
- Отдел, проверяющий лица, желающие занять должность, связанную с конфиденциальностью.

### Международное сотрудничество
Для поддержания контактов с зарубежными службами стран-партнёров AIVD размещает своих представителей в различных посольствах Нидерландов за рубежом. По состоянию на 2005 год у службы были постоянные представители в Вашингтоне, Москве, Аммане и Сингапуре, а также оказывались партнёрские услуги в Центральной Европе. Для решения вопросов борьбы с терроризмом, представители AIVD были размещены при посольствах Саудовской Аравии, Марокко и Пакистана. Эти связи официально аккредитованы в принимающей стране и не считаются за шпионаж. При этом Генеральная служба разведки и безопасности может отправлять за пределы Нидерландов своих должностных лиц в качестве секретных агентов с предварительного разрешения генерального директора службы или министра внутренних дел, не сообщая об этом секретным службам другой страны.

### Внешний надзор
Внешний надзор за деятельностью AIVD осуществляется через Парламентский комитет по разведке и службам безопасности, так называемый «Секретный комитет». Он оценивает законность проводимых мероприятий, но не их эффективность.